# تيد ماسون
تيد ماسون (بالإنجليزية: Ted Mason)‏ هو موسيقي بريطاني، ولد في القرن العشرين.

## وصلات خارجية
- الموقع الرسمي
- تيد ماسون على موقع IMDb (الإنجليزية)
- تيد ماسون على موقع ميوزك برينز (الإنجليزية)
- تيد ماسون على موقع ديسكوغز (الإنجليزية)